# Râul Ursoiu, Groșeni
Râul Ursoiu este un curs de apă, afluent al râului Groșeni. 

## Hărți
- Harta județului Arad
- Harta munții Apuseni